# Tratturo

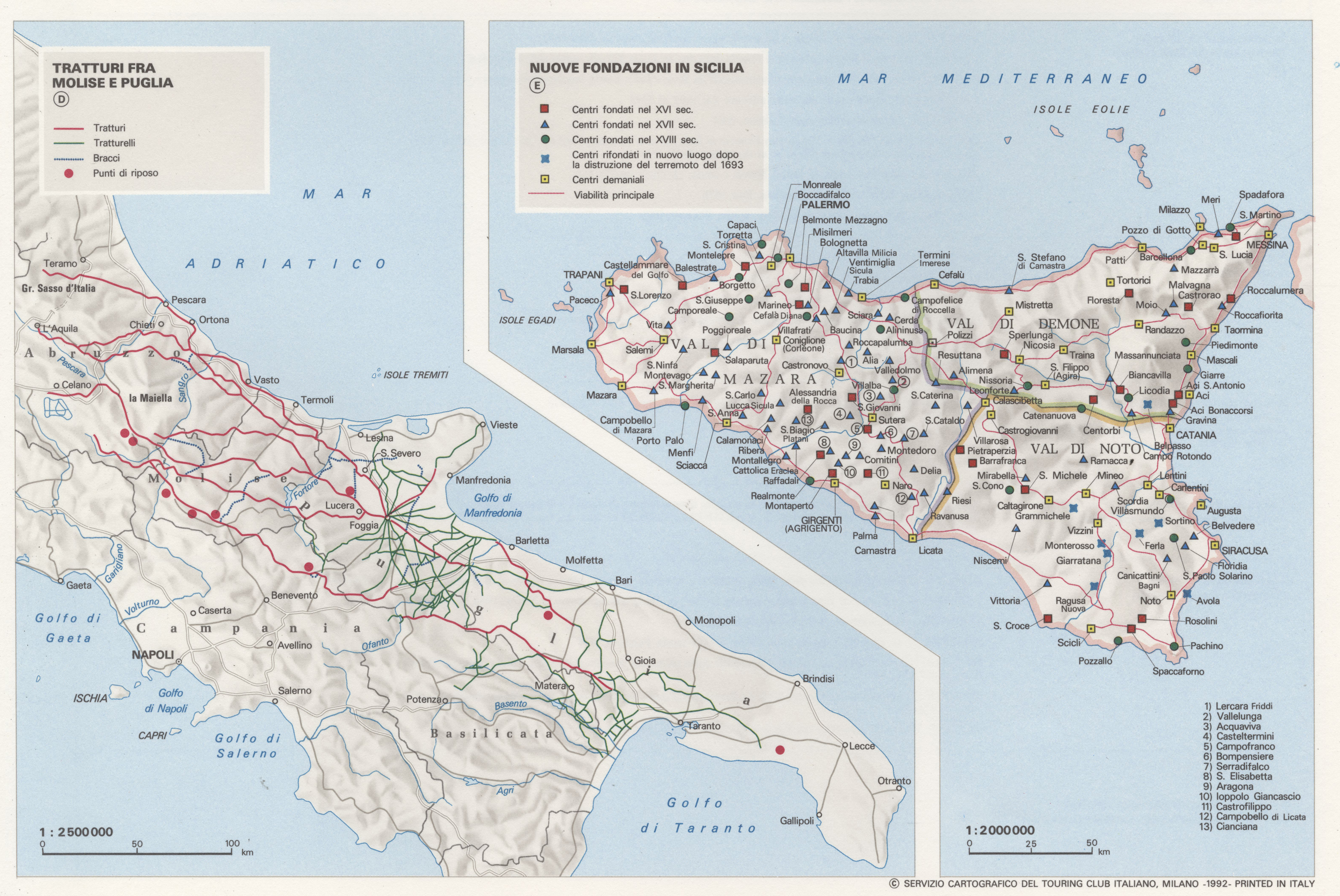
Mappa dei tratturi di Puglia e Molise (a sinistra)

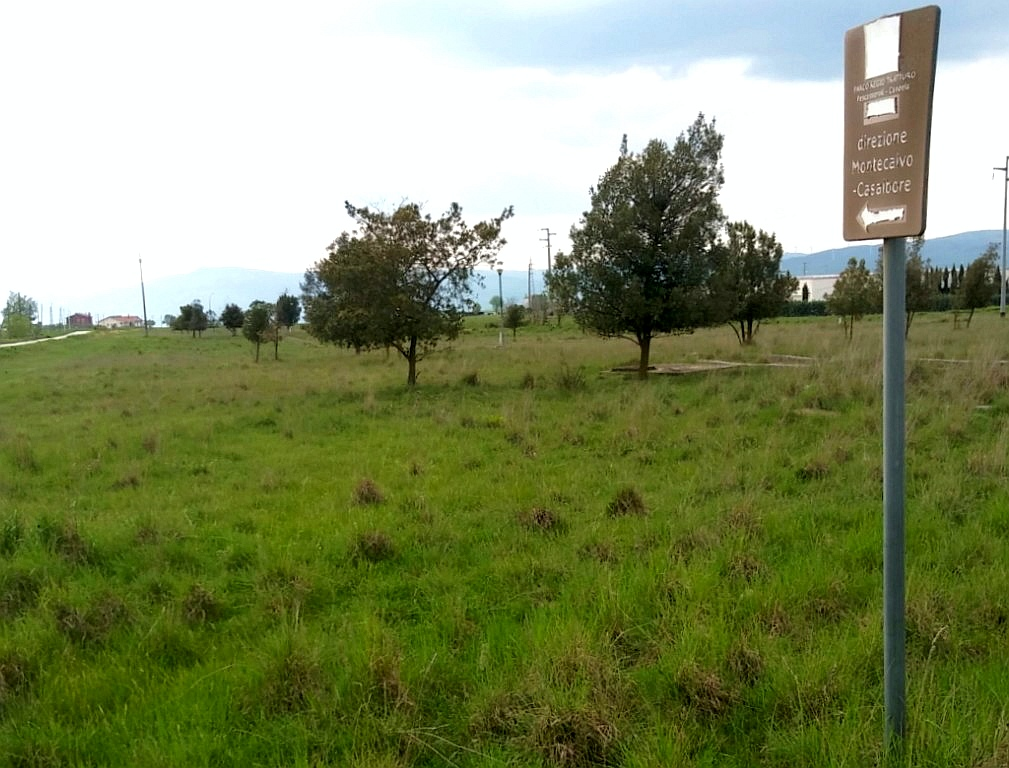
Il tratturo Pescasseroli-Candela sull'altipiano di Camporeale, presso Ariano Irpino. Il pannello indica la tappa successiva (il riposo di Casalbore) in direzione Pescasseroli.

Il tratturo è un sentiero erboso assai largo, di ampiezza nettamente maggiore anche rispetto a una mulattiera; a tratti può essere arborato o talora pietroso o in terra battuta, ma sempre a fondo naturale, essendosi originato dal passaggio e dal calpestio delle greggi e degli armenti. Di norma la misura della larghezza della sede del tracciato viario è di 111 metri, corrispondenti a sessanta passi napoletani.
Il suo tragitto segna la direttrice principale del complesso sistema reticolare dei percorsi che progressivamente si snodano e si diramano in tracciati secondari (i tratturelli), varianti di percorso (i bracci) e aree destinate alla sosta delle greggi (i riposi). Tali percorsi erano utilizzati dai pastori per compiere la transumanza, ossia per trasferire con cadenza stagionale mandrie e greggi da un'area di pascolo a un'altra; in particolare, in autunno ci si trasferiva dalle montagne verso le pianure mentre in primavera si compiva lo stesso tragitto in senso opposto, in modo da ovviare alla carenza di foraggio fresco nelle aree montane innevate (in inverno) e nelle pianure siccitose e, un tempo, malariche (in estate). Durante la lunga marcia, il bestiame transumante si cibava dell'erba che cresceva sul tratturo stesso.
Tale versione mediterranea della transumanza, per distinguerla dalle transumanze alpine di breve raggio ("verticale", o alpeggio), è detta anche "orizzontale" in quanto comporta lo spostamento delle greggi e degli armenti su percorsi lunghi fino a oltre 200 chilometri dalle montagne dell'Abruzzo e del Molise verso i pascoli del Tavoliere e, in parte minore, della Murgia, della Terra d'Otranto e della Basilicata.

## Definizione del termine

### Etimologia
Il termine tratturo deriva dal verbo latino trahere che vuol dire trascinare, tirare. In particolare dal participio passato tractus. In uso nei dialetti abruzzese, molisano e pugliese, dalla seconda metà del XVII secolo, si ricorda la parola tratturë derivante dal latino tractorius, che nella forma medievale si esprimeva in tracturus. In lingua siciliana le vie armentizie sono individuate con la parola trazzere.

### In Italia
In Italia l'intrecciarsi di queste vie armentizie, stimato in 3.100 km, si rileva nei territori delle regioni centro-meridionali. Le vie erbose si trovano diffuse principalmente in Abruzzo, Molise, Basilicata, Campania e Puglia. Le loro piste erano percorse nelle stagioni fredde in direzione sud, verso la Puglia, dove esisteva, presso la città di Foggia, la Dogana delle pecore, mentre nei mesi caldi le greggi percorrevano il percorso inverso tornando ai pascoli montani dell'Appennino centrale, dove la pastorizia era invece regolata dalla Doganella d'Abruzzo. L'intero apparato stradale si origina nelle zone montane e più interne dell'area abruzzese e si conclude nel Tavoliere delle Puglie. Lungo i percorsi si incontravano campi coltivati, piccoli borghi dove si organizzavano le soste, dette stazioni di posta, chiese rurali, icone sacre, pietre di confine o indicatrici del tracciato.

## Storia

### L'origine dei percorsi
Le prime strade tratturali della transumanza si costituirono in modo spontaneo coprendo distanze a breve raggio. Erano probabilmente già segnate in epoca preistorica nelle terre del bacino del Mediterraneo, se ne ipotizza l'esistenza in Italia, Spagna e Francia.
Nel periodo compreso tra il V ed il IV millennio a.C. in Abruzzo non vi fu una massiccia presenza di vie erbose che si incrementò durante la protostoria. Il ritrovamento di recinti fortificati lungo questi percorsi nella Valle Subequana, il Castellone di Civitaretenga, vicino alla Chiesa di Santa Maria de' Centurelli a Caporciano, luogo dove il Tratturo Magno si biforca, porrebbero essere posti in correlazione all'attività della pastorizia transumante con l'uso di questi sentieri.
Non è dato conoscere quali e quante furono le vie armentizie nei tempi più lontani; ancor prima della costruzione delle strade romane la sede dei percorsi tratturali vedeva il lento e copioso fluire della transumanza. I tratturi dell'Italia centro-meridionale nacquero con le civiltà preistoriche e furono particolarmente sviluppati nel periodo sannita, con importanti centri e fortificazioni sorte lungo il loro percorso. Nella tradizione del popolo dei Sabelli erano le direttrici della transumanza il cui utilizzo era gratuito. L'arrivo dei Romani e l'imposizione del dazio sui capi in transito, avrebbe determinato l'insurrezione di queste genti abituate alla libera circolazione.
L'autore Italo Palasciano scrive che è anche agevole ipotizzare che questi percorsi potessero condividere, per alcuni tratti, la stessa sede delle vie romane ossia di viae publicae et calles nate, a loro volta, ricalcando percorsi già individuati prima della conquista romana. A sostegno di questa affermazione si può addurre l'esempio del tratturello Camporeale-Foggia che ha vari tronchi sovrapposti al percorso della via Traiana.

### Le prime testimonianze documentali

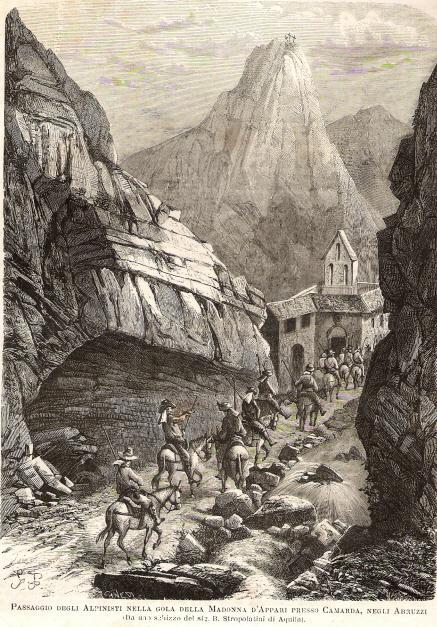
Santuario della Madonna d'Appari (L'Aquila), con i pastori nel 1875

Le testimonianze documentali più vetuste sull'esistenza dei tratturi risalgono al VI secolo a.C. Queste erano contenute in un'iscrizione rinvenuta presso Termoli che riferiva di un percorso costiero. A questa epigrafe, in ordine temporale, segue un cippo datato I secolo a.C. riguardante il tratturo Centurelle-Montesecco.
Nel centro urbano del paese di Sepino, un'iscrizione redatta tra il 169 ed il 172 d.C., apposto sul concio di una porta, tramanda l'avvenuto contrasto fra le autorità locali e gli «appaltatori privati di greggi imperiali» risolto dall'intervento del prefetto del pretorio. Un'ulteriore testimonianza è fornita da un elemento lapideo di epoca romana, attualmente conservato presso la sede del museo civico di Sulmona, che riproduce, nelle figure del suo bassorilievo, uno spaccato della vita e dell'attività pastorale durante il trasferimento del bestiame.

### Regolamentazioni
Nell'anno 111 a.C. il provvedimento legislativo emanato dai Romani, individuato come la lex agraria, fu la prima norma ufficiale di riferimento per la regolamentazione giuridica dell'utilizzo delle aree pascolive e dell'uso delle strade pubbliche (publicae calles), che, tuttavia, non disciplinava e non imponeva alcun dazio sull'attraversamento di percorsi che conducevano a prati liberi. Il tributo previsto dalla legge era calcolato sul pedaggio e sull'utilizzo del pascolo. L'incaricato alla riscossione della tassa era un pubblicano presente ad ogni frontiera.
In seguito, nei Codici teodosiano e giustinianeo trovò ufficialità il privilegio della tractoria, ossia della fruizione delle vie pubbliche da parte dei pastori.
Nell'anno 1155 il re normanno Guglielmo I, detto il Malo, aggiunse nella sua Costituzione norme volte a disciplinare l'uso dei pascoli per regolamentarne i canoni d'affitto. Dichiarò inoltre proprietà del Regio Demanio l'area del Tavoliere delle Puglie ed altre zone circostanti, e decretò che vaste superfici delle regioni Abruzzo, Puglia e Basilicata fossero adibite a pascolo.
Nelle zone dell'Italia meridionale i tratturi erano delimitati da aree individuate con precisione fino all'età medioevale ed all'inizio del Regno Borbonico, epoca in cui si verificò l'allungamento di cinque percorsi principali: L'Aquila-Foggia, Pescasseroli-Candela, Celano-Foggia, Centurelle-Montesecco e Lucera-Castel di Sangro. Questi furono classificati come regi tratturi e la loro sede indicata attraverso l'apposizione di termini lapidei, ossia pietre squadrate che recavano scolpita la sigla R.T. (che stanno per: Regio Tratturo) ed un numero di riferimento, come si apprende da documenti conservati nell'Archivio di Stato di Foggia. Questi cippi avevano la caratteristica di poter essere fissi oppure amovibili, il loro impiego ebbe inizio nell'anno 1574 e gli ultimi furono posti nel 1884.
Gli Aragonesi nel 1456 regolamentarono il sistema tratturale con la Dogana delle pecore, seguita nel 1532 dall'istituzione della Doganella d'Abruzzo, e crearono in favore del demanio armentizio un regime protezionistico che durò fino al 1806, quando con le leggi eversive della feudalità il Bonaparte smembrò il sistema tratturale e i pascoli del Tavoliere ad esso sottomessi.
Federico II di Svevia nelle sue Costituzioni nel De annalis in pascuis assegnandi ed Alfonso I d'Aragona nella Prammatica del Magnanimo “Mena Pecudum Apuliae”, datata 1º agosto 1447, con cui istituiva la Dogana della Mena delle Pecore ristrutturando la precedente che aveva avuto sede a Lucera, non utilizzarono il termine tratturo per definire i percorsi armentizi. Il termine comparve citato per la prima volta a Foggia in un documento contenente richieste rivolte a Ferdinando I d'Aragona e recante la data 17 dicembre 1480 in cui si trova scritto: «per li cammini de et Tracturi de la Dohana».
Dagli atti della Dogana è agevole desumere che la rete dei percorsi non rimase inalterata nel tempo, bensì fu soggetta a modificarsi col cambiare delle necessità fino a trovare un equilibrio quasi definitivo. Nelle zone montane si annoverava una presenza meno cospicua di sentieri, mentre la maggior quantità della rete tratturale si sviluppò nelle aree pianeggianti dove le caratteristiche morfologiche del territorio favorivano condizioni più adatte ad accogliere l'attività della pastorizia.
La prima scrittura che riporta un parziale elenco di sette tratturi, tutti situati a nord del Tavoliere delle Puglie, reca la data 1533 ed elenca:
- lo tratturo de la marina di Pescara per fi in Puglia;
- lo tratturo per valle d'Aventino e cala in Civitate;
- lo tratturo de valle de Sangro che cala at ponte rutto;
- lo tratturo de Trigno et Piferno che cala dicto ponte rutto;
- lo tratturo de Sangro, Trigno e Piferno che cala a la Motta;
- lo tratturo che cala da Apruzzo al contado Molise verso Forlì, Isernia, Sepino ed cala al Santovito:
- lo tratturo che cala per lo contado de Molise verso Sanco Bartolomeo de lo Galdo, Ariano, Casa labore, Monteleone et a la cala Rocchetta a Lacidogna et ad Candela.

Alla nomenclatura che individua questi antichi percorsi corrispondono rispettivamente i moderni tratturi d'una parte del Frisa- Rocca di Roseto e un tratto del Tratturo L'Aquila-Foggia; una porzione di una via erbosa che probabilmente da Scanno passava per Roccaraso, Palena, la valle dell'Aventino e giungeva al Sangro e una porzione del tratturo Centurelle-Montesecco; il successivo ricalcava il percorso della via armentizia dell'Ateleta-Biferno e Biferno-Sant'Andrea, cui seguono il Celano-Foggia ed il Lucera-Castel di Sangro.

### Il declino dell'uso delle vie erbose
Con l'arrivo della ferrovia e della rete stradale asfaltata il trasferimento del bestiame è stato sempre più spesso compiuto con camion o furgoni ed i tratturi persero sempre più importanza perché i grossi armentari preferivano risparmiare sulla maggior quantità di manodopera occorrente per le transumanze a piedi. Già in epoca fascista la larghezza fu ridotta da 60 a 30 passi napoletani e i proprietari frontisti poterono accaparrarsi quegli ambiti terreni per migliaia di anni lasciati incolti e destinati al solo pascolo delle greggi.
Alcuni tratturi, specialmente nelle aree interne, sono giunti fino ai nostri giorni pressoché intatti, al contrario delle strade romane, spesso adiacenti ad essi, delle quali, nonostante fossero lastricate di pietre, restano solo i ruderi di qualche ponte e alcuni brevi tratti. In qualche lembo di Capitanata, Irpinia, Molise o Abruzzo i tratturi conservano ancora gli originari 111 metri, sicuramente (dove ancora presenti) non scendono mai al di sotto dei 60.

## Iniziative a tutela dei tratturi

### Abolizione della feudalità nel Regno di Napoli
- Legge di Giuseppe Bonaparte datata 2 agosto 1806

Giuseppe Bonaparte, divenuto re di Napoli, con questa norma soppresse i feudi nel Regno di Napoli. L'atto legislativo rimase in vigore fino alla caduta di Gioacchino Murat, avvenuta nei primi mesi dell'anno 1815. A questo evento seguì il ritorno dei Borboni sul trono che confermarono l'abolizione delle leggi feudali, ma lasciarono ai feudatari la proprietà dei loro possedimenti.
- Legge di Giuseppe Bonaparte datata 21 maggio 1806

Con questa norma Bonaparte, nel clima di emanazione di leggi eversive della feudalità ed in accoglimento delle richieste dei locati, aboliva il regime della Dogana e della Doganella e costituiva L'Amministrazione del Tavoliere con compiti di stipula degli atti di censuazione e definizione delle vertenze presenti e future.

### Il commissariato per la reintegra dei tratturi
Alla fine del XIX secolo la rete viaria degli armenti constava di 15 tratturi principali che assumevano la denominazione delle località estreme che congiungevano o la nomenclatura dei territori provinciali che attraversavano.
Nell'anno 1908 fu costituito il Commissariato per la reintegra dei tratturi con sede a Foggia e competente sulle provincie interessate. L'attività svolta era indirizzata all'individuazione dei percorsi armentizi e dei loro confini per riportarli sulle mappe catastali al fine di stabilire quali fossero le aree disponibili per l'alienazione della parte demaniale relativa ai tratturi, ad esclusione dei quattro principali.
Un elenco ufficiale di queste vie erbose, sebbene incompleto, è stato redatto dal Commissariato per la reintegra dei tratturi e pubblicato nella Gazzetta Ufficiale n. 97 del 23 aprile 1912. Contemporaneamente, con l'intervento dell'Ufficio Tecnico di Finanza di Foggia, è stata compilata una carta generale dei tratturi, in scala 1:500.000, cui mancano diversi percorsi demaniali tra i quali il braccio Cortile-Matese e alcuni tratturelli. La perdita di fonti documentali, avvenuta durante la seconda guerra mondiale, dagli archivi di Foggia e di Napoli impedisce un preciso accertamento della demanialità di vie erbose di cui restano ancora tracce.

### Nuove iniziative per la tutela dei tratturi

#### Nazionali
Tra il 1976 ed il 1983 una serie di decreti ministeriali ha riconosciuto l'interesse storico-artistico dei tratturi ai sensi della L. 1089/1939, dapprima solo per il Molise (1976) e successivamente anche alle Regioni Abruzzo, Puglia e Basilicata (1983), tralasciando la Campania, dove pure passa il Tratturo Pescasseroli-Candela. Inoltre, il decreto del 1980 introduce il vincolo per tutti i suoli tratturali, anche quelli non detenuti dallo Stato, istituendo lo strumento del Piano Quadro-Tratturo. Nello specifico del vincolo, la legge numero 1089 del 1º giugno 1939 Tutela delle cose d'interesse Artistico o Storico, del Ministero dei beni culturali ed ambientali, l'articolo 1 afferma:
mentre all'articolo 4 dichiara:
I rappresentanti anzidetti hanno altresì l'obbligo di denunziare le cose non comprese nella prima elencazione e quelle che in seguito vengano ad aggiungersi per qualsiasi titolo al patrimonio dell'ente o istituto.»
Decreti legge successivi inseriscono i tratturi nel patrimonio sottoposto a tutela, ed in particolare:
- Decreto del 15 giugno 1976:

Gli immobili predetti sono, pertanto, sottoposti a tutte le disposizioni contenute nella L. 01/06/39 n° 1089 ...»
- Decreto del Presidente della Repubblica del 24 luglio 1977, n. 616

Nell'ambito del trasferimento di diverse funzioni dallo Stato alle Regioni con il presente decreto, anche i tratturi, giuridicamente classificati di demanio pubblico, sono stati oggetto di attenzione da parte delle regioni Abruzzo, Puglia, Molise, Campania e Basilicata a seguito dell'emanazione del decreto presidenziale sopracitato mediante il quale sono state trasferite, ai rispettivi locali enti regionali, le competenze in materia agricola estese anche ai percorsi tratturali. La regione Puglia, al fine di individuare con esattezza il nuovo regime conferitole dall'atto ha rivolto domanda alla Presidenza del Consiglio per conoscere se nelle spettanze dovesse intendersi anche il trasferimento di proprietà del suolo. Il Ministero dell'Agricoltura, dopo aver consultato la Presidenza del Consiglio ed ottenuto il parere del suo ufficio giuridico, ha precisato che il DPR n. 616/1977 trasferiva al demanio delle regioni tutti i tratturi esistenti sul loro territorio.
- Decreto del 20 marzo 1980:

- Decreto del 22 dicembre 1983:

#### Regionali
Per il Molise, la Legge regionale n.9 del 1997 recita:
Per la Puglia, la Legge regionale n. 29 del 23 dicembre 2003, e in maniera molto simile anche la Legge regionale n. 4 del 5 febbraio 2013 che ha abrogato e sostituito la precedente, affermava:

#### Patrimonio dell'umanità dell'UNESCO
Dal 1/06/2006 è attiva la candidatura di "La transumanza: i Regi Tratturi" a Patrimonio dell'umanità dell'UNESCO, presentata dal Ministero dell'ambiente e della tutela del territorio e del mare con le regioni Abruzzo, Molise, Campania e Puglia.
Il 26 giugno 2009 a Campobasso, in occasione della conclusione del progetto europeo "La Maratona della Transumanza", è stata decisa la candidatura di un nuovo progetto transnazionale su "Tratturi e Civiltà della Transumanza".

## I tratturi nella letteratura
Varrone, nel I secolo a.C., nel suo De Re Rustica, riferisce che i pastori sabelli erano tenuti a pagare un tributo a Roma per le greggi che conducevano nei territori della Puglia. Anche Publio Virgilio Marone e Plinio il Giovane descrissero i pastori che conducevano greggi di pecore in pascoli molto distanti fra loro.
Il ricordo di questi percorsi è stato anche delineato, in tempi più recenti, da D'Annunzio nella poesia I pastori, in cui scrive: «E vanno pel tratturo antico al piano, quasi per un erbal fiume silente»
Il tratturo si trova citato in un passaggio del romanzo Fontamara di Ignazio Silone: « Per strada incontrammo La Zappa, un capraro di Fontamara che cercava anche lui l’Impresario. Egli si trovava con le sue capre nel tratturo, quando una guardia campestre l’aveva avvertito che doveva essere arato per conto dell’Impresario. “Il tratturo dell’Impresario?” aveva detto il capraro ridendo. “Allora, anche l’aria è dell’Impresario?”»

## Antropologia visiva e documentaristica sui tratturi
Un lungo lavoro di ricerca sulla genesi, sulle trasformazioni e sul declino del sistema tratturale in Italia centro-meridionale è stato svolto dagli antropologi Anna Cavasinni e Fabrizio Franceschelli sul finire degli anni '70. Su questo tema hanno poi realizzato molti documentari per il cinema e la televisione: fra questi il lavoro più importante è "Le vie della lana", serie in quattro puntate per la RAI.
Le ricerche dei due registi-antropologi non si sono mai interrotte e, anzi, negli ultimi anni si sono estese a un più ampio contesto europeo con l'intento di instaurare confronti fra diverse aree geografiche e culturali nell'ambito degli allevatori transumanti e del seminomadismo pastorale. Stanno da tempo infatti realizzando una lunga serie di documentari dal titolo "Transumanze d'Europa" che spazia dal Tavoliere di Puglia all'Abruzzo, dall'arco alpino dell'Italia settentrionale ai Balcani, dalla penisola iberica fino al lontanissimo Finmark, in Norvegia.

## Lista dei tratturi

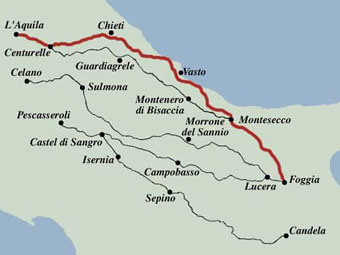
I cinque regi tratturi; in rosso è evidenziato il percorso del Tratturo Magno L'Aquila-Foggia

Basilica di Santa Maria di Collemaggio a L'Aquila, da cui parte il Tratturo Magno

I cinque tratturi principali, identificati dalla qualifica di regi, sono:
- L'Aquila-Foggia
- Centurelle-Montesecco
- Celano-Foggia
- Castel di Sangro-Lucera
- Pescasseroli-Candela

Accanto ai regi tratturi, nella Carta dei tratturi, tratturelli, bracci e riposi del Commissariato per la reintegra dei tratturi di Foggia figurano anche:
- Ateleta-Biferno
- Barletta-Grumo
- Foggia-Campolato
- Foggia-Ofanto
- Lanciano-Cupello
- Melfi-Castellaneta
- Sant'Andrea-Biferno

## Leregie trazzere siciliane
In Sicilia i tratturi presero il nome di Regie Trazzere  con una normativa in gran parte comune, fino al passaggio dei diritti demaniali dallo Stato alla Regione siciliana.